# Grande gioco

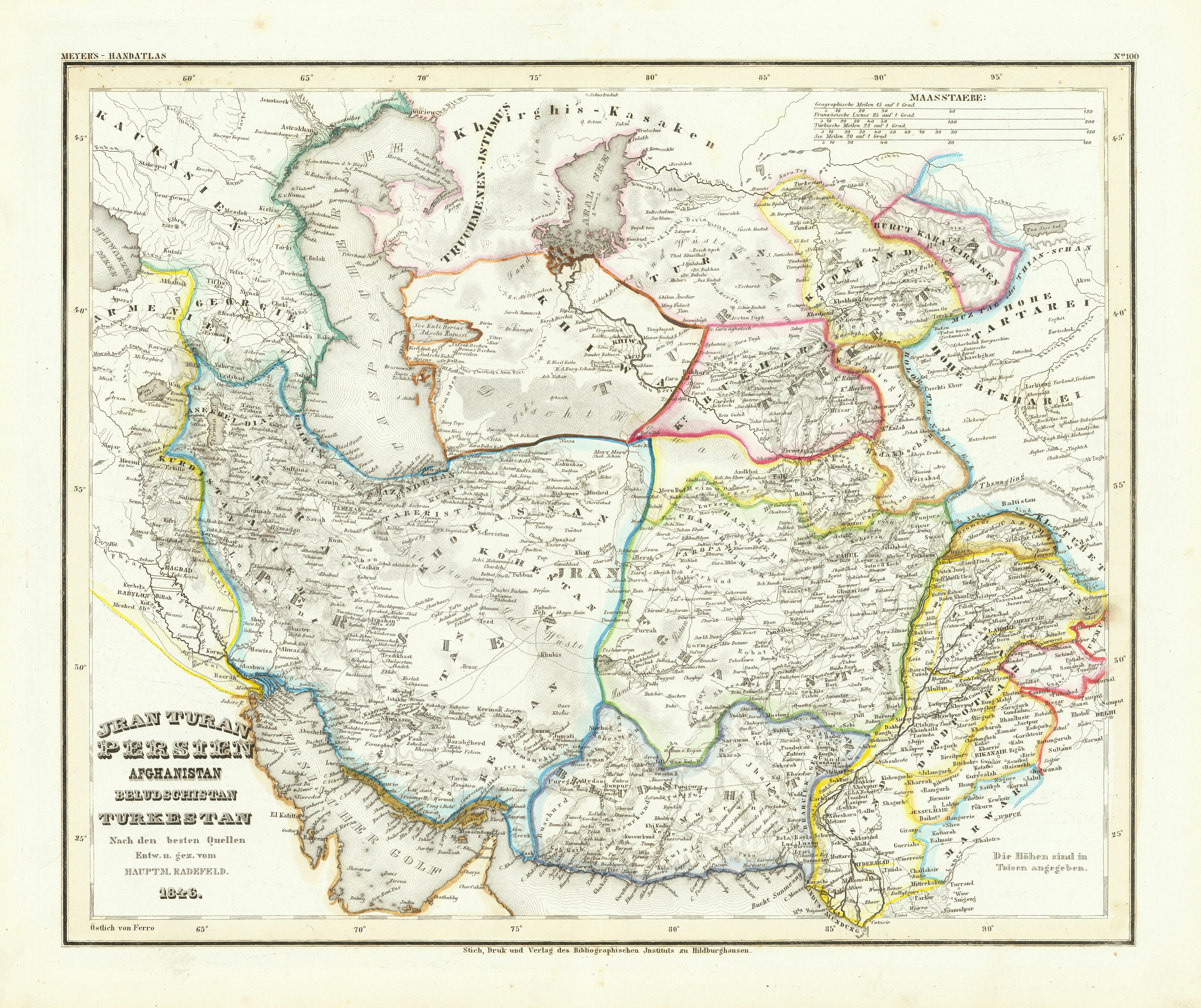
L'Asia centrale nel 1846

La locuzione Grande gioco (in inglese The Great Game o Tournament of Shadows; in russo Турниры теней?, Turniry Teney, ossia il Torneo delle ombre) definisce il conflitto, caratterizzato soprattutto dall'attività delle diplomazie e dei servizi segreti, che contrappose Regno Unito e Russia in Medio Oriente e Asia centrale nel corso di tutto il XIX secolo.
L'origine del termine è attribuita proprio ad un ufficiale dell'esercito britannico, Arthur Conolly, che lo utilizzò per primo nel 1829, ma il suo uso nella letteratura sull'Asia centrale rimase sporadico sino a quando non fu reso popolare dal romanzo Kim (1901) di Rudyard Kipling. Negli anni 2000 il termine è tornato in voga in Occidente per identificare le attività di Stati Uniti e Russia per il controllo dell'Asia centrale, dalle repubbliche dell'ex Unione sovietica (Azerbaigian, Turkmenistan, Kazakistan, Uzbekistan, Kirghizistan e Tagikistan) fino ad Afghanistan e Pakistan, ed anzi si è parlato di "Nuovo Grande Gioco".

## Storia

### Contesto
Sebbene all'inizio del secolo Gran Bretagna e Russia fossero state alleate contro la Francia di Napoleone Bonaparte, ben presto tra le due potenze si scatenò la lotta per il controllo degli immensi territori tra i confini asiatici dell'Impero russo e l'India britannica, che fino ai moti indiani del 1857 (cosiddetti Indian Mutiny) fece capo alla Compagnia delle Indie orientali e poi appartenne direttamente alla corona britannica.
L'obiettivo dei russi, che erano alleati della Persia, era quello di far guadagnare al loro impero nuovi territori verso est e verso sud, con la conseguente apertura di nuovi mercati ed eventualmente anche di uno sbocco diretto sull'Oceano Indiano: in particolare nel mirino dello zar c'era, o quanto meno pareva esserci, l'India britannica.
Per parte loro gli inglesi avevano l'obiettivo di creare un cuscinetto tra Russia e India a difesa di quest'ultima, alleandosi o, se necessario, conquistando gli emirati dell'Afghanistan (in particolare Kabul e Herat, a lungo minacciata dai persiani) e i khanati del Turkestan (in particolare Khiva e Buchara, a lungo retta dal dispotico emiro Nasrullah Khan).

### Rivalità russa e britannica in Afghanistan

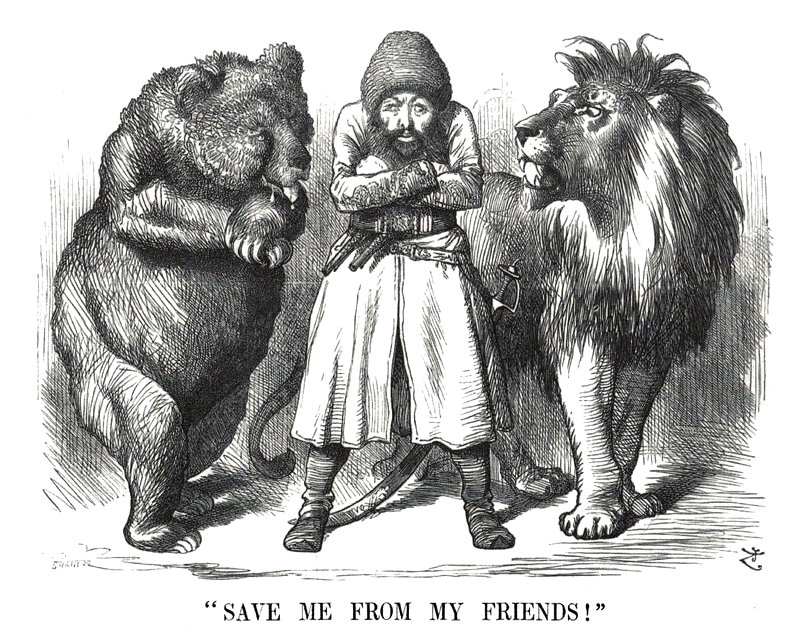
Il Grande Gioco in Afghanistan. La vignetta, risalente all'epoca della seconda guerra anglo-afghana, ben rappresenta il ruolo dei paesi asiatici, stretti tra le ambizioni dell'orso russo e quelle del leone britannico

Dal punto di vista britannico, l'espansione dell'Impero russo in Asia centrale minacciava il "gioiello della corona" dell'Impero britannico, l'India. I britannici temevano che l'Afghanistan sarebbe diventato il punto di partenza per un'invasione russa in India, dopo che le truppe dello zar avevano sottomesso, uno dopo l'altro, i khanati dell'Asia centrale (Khiva, Bukhara, Khokand).
È con questi pensieri in mente che nel 1838 gli inglesi lanciarono la prima guerra anglo-afghana, tentando di imporre un governo fantoccio sotto Shah Shuja. Il regime fu di breve durata, e insostenibile senza sostegno militare britannico. Dal 1842, gli inglesi subirono continui attacchi dai civili per le strade di Kabul e la guarnigione britannica fu costretta ad abbandonare la città. Durante la ritirata delle truppe, composte da circa 4.500 soldati (di cui 690 europei) e 12.000 aiutanti di campo, una serie di attacchi da parte di afghani uccise tutti gli europei tranne uno, il dottor William Brydon.
Gli inglesi frenarono le loro ambizioni in Afghanistan dopo l'umiliante ritiro da Kabul. Dopo la rivolta indiana del 1857, l'Afghanistan era visto come uno stato cuscinetto. I russi, guidati da Konstantin von Kaufman, Mikhail Skobelev e Mikhail Chernyayev, continuavano ad espandersi verso sud, verso l'Afghanistan. Nel 1864 la città di Tashkent venne occupata dai russi guidati da Chernyayev, spaventando il Khan di Khokand che chiese ed ottenne di diventare vassallo dello Zar. Samarcanda divenne parte dell'Impero russo quattro anni dopo, similmente l'indipendenza di Bukhara terminava con un trattato di pace dello stesso anno. Il controllo russo arrivava ormai fino alla riva settentrionale del fiume Amu Darya. In una lettera alla regina Vittoria, il primo ministro Benjamin Disraeli suggerì di sgomberare i moscoviti dall'Asia Centrale e "spingerli nel Caspio". Con il Royal Titles Act, la regina Vittoria diventava Imperatrice d'India, ponendola allo stesso livello dell'Imperatore russo.
Dopo lo scoppio della Grande Crisi Orientale e l'invio di una missione diplomatica non invitata a Kabul nel 1878, la Gran Bretagna chiese all'emiro dell'Afghanistan, Sher Ali, di accettare una missione diplomatica britannica. La missione venne però rimandata indietro e per ritorsione 40.000 uomini vennero inviati oltre il confine, dando il via alla seconda guerra anglo-afghana.
La conclusione della guerra lasciò Abdur Rahman Khan sul trono, che acconsentì a lasciare in mano ai britannici la politica estera del paese, mentre consolidava la sua posizione. Riuscì a reprimere le ribellioni interne con spietata efficienza e portò gran parte del paese sotto l'autorità centrale. L'espansione russa portò alla crisi del Panjdeh Incident, quando l'Impero russo si impadronì dell'oasi di Merv nel 1884. I russi reclamarono tutto il territorio del precedente sovrano e combatterono con le truppe afghane oltre l'oasi di Panjdeh. Quando si era ormai sull'orlo della guerra tra le due grandi potenze, Londra decise di accettare i possedimenti russi a nord dell'Amu Darya come un fatto compiuto.
Senza il coinvolgimento afghano, tra il 1885 e il 1888 una commissione congiunta anglo-russa sui confini trovò un accordo: i russi avrebbero rinunciato ai territori più lontani conquistati nella loro avanzata, mantenendo però Panjdeh. L'accordo delineò una frontiera afghana definitiva lungo l'Amu Darya, con la perdita di una gran parte del territorio, specialmente presso Panjdeh.
Il territorio nell'area del lago Zorkul, nel Wakhan, venne reclamato da Russia, Afghanistan e Cina. Negli anni ottanta dell'Ottocento gli afghani avanzarono a nord del lago fino all'Alichur Pamir. Nel 1891 la Russia inviò una forza militare nel Wakhan provocando un incidente diplomatico quando il capitano britannico Francis Younghusband venne espulso da Bozai Gumbaz nel Piccolo Pamir. Questo incidente ed il rapporto di un'incursione di cosacchi russi a sud dell'Hindu Kush, portarono i Britannici a sospettare il coinvolgimento russo "con i Sovrani dei piccoli Stati sul confine settentrionale del Jammu e Kashmir. Questa fu la ragione per la Campagna Hunza-Nagar nel 1891, dopo che i Britannici avevano stabilito il controllo sullo Hunza e sul Nagar. Nel 1892 Londra inviò Charles Murray nel Pamir per investigare. La Russia, secondo gli inglesi, voleva approfittarsi della debolezza cinese per conquistare il territorio, ma nel 1893 fu trovato un accordo per definire il resto del confine, un processo completato nel 1895.

### La politica in Asia
A partire dagli anni novanta del XIX secolo, i khanati dell'Asia centrale di Khiva, Bukhara e Kokand erano caduti, diventando vassalli russi. L'Asia Centrale era dunque ormai nella morsa dello zar. Il Grande gioco si spostava così verso est, in Cina, Mongolia e Tibet. Nel 1904, i Britannici invasero Lhasa, un attacco preventivo contro gli intrighi russi e gli incontri segreti tra il XIII Dalai Lama e gli inviati dello zar Nicola II. Il Dalai Lama si recò in esilio in Cina e Mongolia. Gli inglesi temevano soprattutto un'invasione russa dell'India, anche se la Russia – sconfitta dal Giappone e indebolita dalla ribellione interna – non poteva realisticamente permettersi una prova di forza contro l'Impero britannico.
Nel 1906 lo zar Nicola II inviò un agente segreto in Cina per raccogliere informazioni sulle riforme e le modernizzazioni messe in atto dalla dinastia Qing. L'incarico venne affidato a Carl Gustaf Emil Mannerheim, all'epoca colonnello dell'esercito imperiale russo, che viaggiò in Cina assieme al sinologo francese Paul Pelliot. Mannerheim si presentava come un etnografo con passaporto finlandese. Per due anni Mannerheim viaggiò attraverso lo Xinjiang, il Gansu, lo Shaanxi, l'Henan e la Mongolia Interna fino a Pechino. Presso la montagna sacra di Wutai Shan incontrò anche il Dalai Lama Thubten Gyatso. Mentre Mannerheim era in Cina nel 1907, la Russia e il Regno Unito negoziarono un accordo, mettendo così fine al Grande Gioco. L'accordo anglo-russo per l'Asia firmato a San Pietroburgo il 31 Agosto 1907 oltre che porre fine ai contrasti tra i due imperi segnò l'inizio della Triplice intesa, l'alleanza che univa oltre all'Impero russo e a quello britannico anche la Francia.